# Quadrifoglio (azienda)
Quadrifoglio Servizi Ambientali Area Fiorentina S.p.A. era una società italiana attiva nel settore delle utility.
Gestiva i servizi di igiene urbana nell'area fiorentina, ovvero Firenze, Bagno a Ripoli,  Calenzano, Campi Bisenzio, Fiesole, Greve in Chianti, Impruneta, Scandicci, San Casciano in Val di Pesa, Sesto Fiorentino, Signa e Tavarnelle Val di Pesa. Le stesse amministrazioni comunali detenevano il 100% delle quote azionarie.
L'area servita era di 297 km² con circa 500.000 utenti per una produzione media annua di circa 420.000 tonnellate di rifiuti.
Nel 2012 l'azienda contava 988 dipendenti, un personale che saliva a 1.034 unità contando i contratti di somministrazione, e una flotta di 419 veicoli .

## Storia
La società nasce come Azienda Municipalizzata Servizi Nettezza Urbana (ASNU) a Firenze nel 1955, per volontà del sindaco Giorgio La Pira per svolgere il servizio di raccolta rifiuti nel capoluogo.
Verso la fine degli anni ottanta si trasforma in Azienda Servizi Speciali Ambientali - Fiorentinambiente S.p.A., andando poi a dare vita al Consorzio Quadrifoglio qualche anno più tardi, insieme ai comuni di Campi Bisenzio, Calenzano, Sesto Fiorentino e Signa, unendo le forze per la gestione del ciclo dei rifiuti.
Nel 1997 il Consorzio diventa Quadrifoglio Servizi Ambientali Area Fiorentina S.p.A..
Nel 2007 incorpora Safi, la sua omologa per il servizio di nettezza urbana nei comuni di Bagno a Ripoli, Fiesole, Greve in Chianti, Impruneta, San Casciano Val di Pesa, Scandicci, Tavarnelle Val di Pesa.
Nel 2017 ASM di Prato, CIS di Montale, Publiambiente di Empoli vengono fuse in Quadrifoglio che assume la nuova denominazione di Alia Servizi Ambientali S.p.A., attiva in 59 comuni toscani, 1.5 milioni di clienti serviti e quinta società italiana del settore con 1800 dipendenti e 225 milioni di euro di ricavi.